# Fünfzig Stufen zur Gerechtigkeit
Fünfzig Stufen zur Gerechtigkeit ist ein brasilianischer Spielfilm aus dem Jahr 1962. Der Film entstand nach einem Bühnenstück von Dias Gomes, der für das Drehbuch die Dialoge schrieb.

## Handlung
Zé do Burro ist ein Bauer, dessen bester Freund ein Esel ist. Als dieser erkrankte, versprach er einem Candomblépriester, dass er sein Land verschenken und mit einem Kreuz bis Salvador da Bahia laufen würde, falls der Esel wieder genese. Aufgrund dieses Gelübdes trägt er ein großes Holzkreuz vom Nordwesten Brasiliens nach Salvador da Bahia. Begleitet wird er von seiner Ehefrau Rosa. Als er die Kirche der Heiligen Barbara in Salvador da Bahia erreicht, verweigert der Gemeindepfarrer ihm den Zutritt. Der römisch-katholische Pfarrer hatte erfahren, dass Zé Burro sein Gelübde bei einem Candomblépriester abgelegt hat. Gestrandet in Salvador, wird der naive Zé do Burro nun zum Spielball der örtlichen Interessensgemeinschaften. Die örtliche Candomblégemeinde möchte ihn zu ihrem Führer machen, um mit seinem Schicksal auf die Unterdrückung durch die römisch-katholische Kirche aufmerksam zu machen. Ein Sensationsreporter macht aus ihm einen Kommunisten, der mit seiner Landschenkung auf die notwendige Landreform in Brasilien aufmerksam machen möchte. Zé do Burro verlangt jedoch weiter den Einlass in die Kirche, die mittlerweile durch die Polizei geschützt wird. Als er sich dennoch nicht davon abbringen lässt, wird er von einem Polizisten erschossen. Die Candomblégemeinde befestigt den Leichnam auf dem Holzkreuz und bringt ihn letztlich in die Kirche.

## Kritiken
„Verfilmung eines brasilianischen Bühnenstücks; weniger eine Polemik gegen die Kirche als vielmehr gegen Intoleranz und Dogmatismus im sozialen und politischen Leben.“

„Einem brasilianischen Bauern wird die Erfüllung eines Gelübdes verweigert, weil er es vor einer heidnischen Statue abgelegt hat. Nur für urteilssichere Erwachsene.“

## Auszeichnungen
Der Film nahm am Wettbewerb der Internationalen Filmfestspiele von Cannes 1962 teil und gewann die Goldene Palme. Er war damit der erste brasilianische Film, der die Goldene Palme gewinnen konnte (der 1959 ausgezeichnete Wettbewerbsbeitrag Orfeu Negro war im Namen Frankreichs eingereicht worden). Ein Jahr später wurde Fünfzig Stufen zur Gerechtigkeit auch für den Oscar in der Kategorie Bester fremdsprachiger Film nominiert, verlor aber gegen den französischen Beitrag Sonntage mit Sybill. 
Fünfzig Stufen zur Gerechtigkeit war der erste südamerikanische Film, der für diesen Oscar nominiert war.